# Hydraena isabelae
Hydraena isabelae är en skalbaggsart som beskrevs av Castro och Herrera 2001. Hydraena isabelae ingår i släktet Hydraena och familjen vattenbrynsbaggar. Inga underarter finns listade i Catalogue of Life.